# She's a Genius
She's a Genius è una canzone del gruppo musicale australiano Jet, pubblicata il 22 giugno 2009 come singolo di lancio dell'album Shaka Rock. Suonata a Melbourne nel novembre 2008, fu annunciata come primo singolo del nuovo disco nell'aprile 2009. Per i fan statunitensi il download è stato reso disponibile il 22 giugno 2009, su AOL Music, per 24 ore.

## Tracce
iTunes EP/ CD Single
1. She's a Genius   	           2:58
2. One Hipster One Bullit   	   2:12
3. Everything Will Be Alright   2:54

## Classifiche
| Classifiche (2009)                    | Posizione più alta |
| ------------------------------------- | ------------------ |
| Australian ARIA Singles Chart         | 20                 |
| ARIA Digital Track Chart              | 13                 |
| ARIA Australian Artists Singles Chart | 3                  |
| New Zealand Singles Chart             | 25                 |
| U.S. Alternative Songs                | 18                 |
| U.S. Hot Mainstream Rock Tracks       | 18                 |
| U.S. Rock Songs                       | 21                 |
| UK Singles Chart                      | 124                |
| U.S. Billboard Hot 100                | -                  |